# Токийско метро
Токийското метро (東京メトロ Tōkyō Metoro) е подземна градска железница в японската столица Токио, собственост на „Токио Метро“.

## Пътници
През 2014 г. в Токийското метро се правят по 6,84 милиона пътувания на ден, а в другата железница – „Тоей чикатецу“ по 2,85 милиона.
Компанията реализира печалба от 63,5 милиарда йени през 2009 г.
Могат да се ползват билети и карти за различни видове транспорт. Има намаления за прехвърляния от железницата на „Тоей чикатетсу“.